# Magnoliidae
Magnoliidae é uma nome botânico de uma subclasse de plantas.
A circunscrição da subclasse varia de acordo com o sistema de classificação utilizado. Apenas é requerido que contenha a família Magnoliaceae (Artigo 16 do ICBN).

## Sistema de Cronquist
O sistema de Cronquist usava este nome para uma de seis subclasses (dentro da classe Magnoliopsida). Na versão original (1981) a circunscrição era a seguinte:
- subclasse Magnoliidae :
ordem Magnoliales
ordem Laurales
ordem Piperales
ordem Aristolochiales
ordem Illiciales
ordem Nymphaeales
ordem Ranunculales
ordem Papaverales

No sistema APG II, muitas das plantas envolvidas são incluidas nas magnoliídeas (magnoliids).

## Sistema de Dahlgren e sistema de Thorne
No sistema de Dahlgren e no sistema de Thorne, o nome Magnoliidae é usado para as dicotiledóneas. Este é também o caso em alguns dos sistemas derivados do sistema de Cronquist.

### Dahlgren
Classificação segundo o sistema de Dahlgren:
- subclasse Magnoliidae
superordem Magnolianae
superordem Nymphaeanae
superordem Ranunculanae
superordem Caryophyllanae
superordem Polygonanae
superordem Plumbaginanae
superordem Malvanae
superordem Violanae
superordem Theanae
superordem Primulanae
superordem Rosanae
superordem Proteanae
superordem Myrtanae
superordem Rutanae
superordem Vitanae
superordem Santalanae
superordem Balanophoranae
superordem Aralianae
superordem Asteranae
superordem Solananae
superordem Ericanae
superordem Cornanae
superordem Loasanae
superordem Lamianae

### Thorne
Classificação segundo o sistema de Thorne (1992):
- subclasse Magnoliidae
superordem Magnolianae
superordem Nymphaeanae
superordem Rafflesianae
superordem Caryophyllanae
superordem Theanae
superordem Celastranae
superordem Malvanae
superordem Violanae
superordem Santalanae
superordem Geranianae
superordem Rutanae
superordem Proteanae
superordem Rosanae
superordem Cornanae
superordem Asteranae
superordem Solananae
superordem Loasanae
superordem Myrtanae
superordem Gentiananae

## Sistema APG
O sistema APG e o sistema APG II não usam nomes botânicos formais para táxones acima da ordem. Isto é, estes sistemas não utilizam nomes como Magnoliidae. As magnoliídeas (magnoliids) dos sistemas APG são efectivamente, no entanto, uma circunscrição mais exata das Magnoliidae do sistema Cronquist.